# ブレーメン5
『ブレーメン5』（ブレーメンファイブ）は、佐々木淳子作による少女漫画作品。略称は「ぶれご」。
小学館の漫画雑誌「週刊少女コミック増刊号」1980年5月30日号から連載開始。その後、掲載誌を「コロネット」に移し、1989年まで連載された（後述）。単行本は全6巻、文庫本版3巻。

## 解説
佐々木の初の連載作品。連載期間中の1984年、佐々木の同時期連載作品『ダークグリーン』の連載が本作と同じコロネットに移ったため、本作は1984年をもって一旦連載休止。翌1985年、レギュラーキャラクターが一切登場しない作品『銀の谷』が雑誌「プチフラワー」に掲載された後、『ダークグリーン』完結の翌年である1988年に連載再開。しかしその頃には、本作のテーマである宇宙SFのブームが縮小していたために新しい読者に恵まれず、掲載誌の廃刊もあって1989年に完結を迎えた。4年間の休載期間中、作者の画風の変化に伴い、キャラクターのデザインもかなりの変化を遂げているため、物語中においては3,4歳ほど成長した設定となっている。
完結から15年後の2004年、『ダークグリーン』の外伝『リュオン』の単行本化に合わせ、本作の外伝『ヒュウ』が描き下ろされた。時間軸上では設定の都合から本作の続編ではなく、休載期間直前に位置する物語となっているが、キャラクターは画風変化後のデザイン、つまり休載期間後の成長した姿であり、この矛盾点は作者自身も認めている。さらに2006年、Webコミック上で新作『ブレーメン5 SNOW MOON』が発表された。
なおタイトルの「ブレーメン5」は、登場人物の1人・ヒュウが自分たちを『ブレーメンの音楽隊』になぞらえて考えたグループ名だが、作中ではほとんど用いられない。

## あらすじ
閉じられた楽園の中で暮らす少女ユズは、平穏な生活を送りつつも、楽園の外には何があるのかと疑問を捨てきれないでいた。だがある日、その世界の中に突如侵入した青年タウロにより平穏は破られた。ユズの住んでいた世界は科学者による実験環境。そしてその外は2155年の地球、頭脳都市ゼラス。そこでは様々な実験体の製造や、神をも恐れぬ人体実験が繰り返されていたのだ。ユズはタウロや後に知り合った仲間たちと共に、安住の地を求めて宇宙船ジェダIIで遥か宇宙へと旅立つ。

## 登場人物
ユズ
人工的に造られた自然環境の中で生まれ育った少女。14歳。実験体ではあるが、常人と変わりない身体を持つ（この時代、後天的に「調整」されるのが普通の人間を、未調整のまま自然環境で育てたらどうなるかと言う実験によるもの）。楽天的で好奇心旺盛な性格。タウロに好意を持つ。
タウロ
白人の右半身、黒人の左半身、黄色人種の下半身を持つキメラの青年。17歳。一行のリーダー格。頭脳都市ゼラスの人種差別撤廃の象徴として作られた実験体。心優しく爽やかな好青年。ナダに憧れを抱く。
ヒュウ
DNA操作により人間の上半身と黒豹の下半身を持つ実験体の少年。13歳。考えるより先に本能で行動するタイプで、乗り物など機械類の操作は苦手。ユズに好意を持つ。
CA38
土星の衛星タイタンの労働区にいた宇宙労働用電化人間（サイボーグ）。推定年齢34歳前後。機械の体を持ち、過去の一切の記憶を消去されている。年長者らしく落ち着いており思慮深いが、頑固でタウロやヒュウと張り合う子どもっぽい面もある。
ナダ
正式名称はNADA・R・22。一行の乗る宇宙船・ジェダIIが操る人間の女性。22歳。頭脳は宇宙船のメインコンピュータで、肉体は宇宙船を作った博士の助手を務めていたアミリナという女性。その性質上、宇宙船のコンピュータに支障を来たすと、端末の彼女も影響を受ける。コンピュータらしく機械的で常に冷静沈着だが、ユズに執着を持つ。

## ブレーメン5 SNOW MOON
『ブレーメン5 SNOW MOON』は、『ブレーメン5』の外伝作品。2006年12月、講談社のWebコミック『絶対恋愛クリスマス』に掲載され、同社の無料Webコミックサイト・MiChao!にて2006年末まで期間限定公開され、後にYahoo!コミック（後にYahoo!ブックストア）などの各種電子書籍で販売された。
あらすじ
ジェダIIが立ち寄った雪の惑星は、命を持った雪状生物が住んでいた。雪原で仲間たちとはぐれてしまったユズは、雪うさぎに導かれ、雪でできたクリスマスの街を目にする。地球の風習のはずのクリスマスがなぜ、地球から遠く離れた惑星にあるのか?